# Криунов, Борис Алексеевич
Борис Алексеевич Криунов (21 октября 1935, Кисловодск — 2011) — мастер спорта международного класса, заслуженный тренер РСФСР по лёгкой атлетике. Неоднократный чемпион СССР, РСФСР, Спартакиад народов СССР, экс-рекордсмен страны в барьерном и спринтерском беге. Участник XVII Олимпийских игр-60 в Риме. Судья всесоюзной категории. Председатель спортивного клуба Ставропольской государственной медицинской академии. Почётный гражданин города Кисловодска (1994).

## Биография
Родился 21 октября 1935 года в Кисловодске. Отец Бориса Алексеевича, Алексей Антонович был не только кузнецом, но и коммунистом, депутатом городского совета. В начале войны ушёл на фронт, а когда осенью 1942 года в Кисловодск вошли немцы, очень скоро были готовы «черные списки» коммунистов, активистов и колхозников, а также членов их семей. И чуть ли не каждый день в окрестностях знаменитой Кольцо-горы гремели выстрелы. Около 30 тысяч горожан и жителей близлежащих мест были расстреляны. Множество других советских граждан были угнаны на работу в Германию.
Получили «черную метку» и Криуновы. Согласно повестке, вся их семья должна была прийти в комендатуру 15 декабря. Но 12 декабря советские войска выбили фашистов из города.
После того, как немцы были отброшены, кисловодские санатории вновь превратились в госпитали для раненых бойцов и командиров. Казённых харчей едва хватало, и местные жители, чем могли, помогали красноармейцам. Борис с младшим братом Виктором отправлялись с корзинами в соседние поселения — Суворовскую, Терезе, Красный Восток и другие, где сердобольные граждане делились с ранеными едой, молоком, папиросами, спичками.
1 сентября Борис во второй раз пошёл в школу. В первый — ещё при немцах, когда ему не исполнилось семи лет. Уроки вели русские учителя, но в коридорах дежурили оккупанты, нередко заходившие в класс и бившие учеников линейкой по рукам.
Однажды гитлеровцы стали составлять списки учеников, спрашивать ребят об их родителях. А поскольку отец Бориса был коммунистом, мальчишка решил бежать из школы. Немцы никого не выпускали без их ведома из здания с портфелем, но он выбросил свою сумку в окно и вышел, чем и спасся.
В свободные минуты Борис учился играть на баяне и быстро достиг в этом деле успехов. В конце войны с музыкантами были большие проблемы, он с десяти лет стал играть на свадьбах «Барыню», гопак, польку, краковяк, вальсы и частушки. И тем зарабатывал на жизнь.
Позже он научился играть и на пианино. В этом ему помогла «бабка Меркулова», как её звали все в Кисловодске — вдова царского губернатора Ставропольской губернии Анастасия Меркулова.
После окончания школы Борис Алексеевич вовсе не думал, что спорт станет главным смыслом его жизни. Он поступил учиться на физико-математический факультет Пятигорского пединститута. Однако ходил на тренировки к Дмитрию Гречухе и он Борису поставил технику бега «без лишних движений». А рядом ребят тренировал молодой специалист Борис Бухбиндер, работавший преподавателем физвоспитания в Пятигорском ремесленном училище. Именно Борис Яковлевич обратил внимание на легкого, буквально на лету усваивавшего технику бегуна. А когда через два года Бухбиндера переводили в Ставрополь, предложил пареньку поехать с ним. В краевом центре тренер убедил Криунова поступить на факультет физвоспитания Ставропольского пединститута.
Тренировался у Бухбиндера и брат Бориса — Виктор. А ещё — Зинаида Буренкова. Спортсменка также показывала высокий класс. Она была чемпионкой РСФСР и Советского Союза в барьерном беге, выигрывала Спартакиаду народов России. Вскоре симпатия Бориса и Зинаиды переросла в большое и светлое чувство, и в 1960 году они поженились.
Борис Алексеевич Криунов обладал удивительным спринтерским диапазоном. Норматив мастера спорта международного класса выполнил в 1962 году на дистанции 400 метров с барьерами, а на Спартакиаде народов Российской Федерации в Ленинграде на двухсотметровке с барьерами установил рекорд СССР и повторил рекорд Европы — 22,9 сек., став таким образом дважды «международником». Ещё на трех дистанциях — в гладком беге на 100, 200 и 400 метров — регулярно подтверждал мастерский результат. Борис повторял рекорд России в беге на 300 метров (33,3) и лучшие достижения страны на стометровке (10,3), а также показывал отменные секунды в суперспринте — на пятидесятиметровке.
Он пять раз подряд выигрывал зимнее первенство СССР в ленинградском манеже. В то время проводился ещё и чемпионат страны по многоборьям, включавший в себя не только бег на 150 и 300 метров, но и тройной прыжок с места, метание ядра, толчок штанги и лазание по канату. И почти во всех дисциплинах ставропольчанин демонстрировал высокие результаты, что говорило об удивительно высокой общей физической подготовке спортсмена.
В 1960 году руководители сборной СССР приняли решение включить Криунова Б. А. в состав советской команды для участия в XVII Олимпиаде, проходившей в Риме. В конце августа — начале сентября 1960 года в Риме стояла удушающая жара, столбик термометра поднимался до 41 градуса! Выступать в такую погоду было очень тяжело, тем более в такой сложнейшей дисциплине, как 400 метров с барьерами. Криунов в третьем четвертьфинальном забеге показал третье время и грохнулся на беговую дорожку сразу после финиша. Врачи констатировали кратковременную остановку сердца. Секунд через пять оно вновь заколотилось. Но в полуфинале Борис уже не бежал. Стартовал он в составе советской эстафетной сборной 4×400, однако там наши атлеты лавров не снискали.
Через четыре года муж и жена Криуновы значились в числе кандидатов на участие в XVIII Олимпиаде в Токио, но серьёзные травмы у обоих вынудили их завершить карьеру в большом спорте.
После завершения соревновательной карьеры Борис Алексеевич стал прекрасным спортивным педагогом. Он воспитал десятки бегунов, среди которых Надежда Ильина, чемпион Европы Николай Бакланов, чемпион РСФСР, призёр чемпионатов и Спартакиад народов СССР Виктор Критинин, Леонид Филимонов, Николай Гнедой, победитель легкоатлетического матча СССР — США Виктор Юнкин и многие другие. Ставропольские спринтеры неоднократно становились чемпионами РСФСР в эстафетном беге.
Судья всесоюзной категории Борис Криунов обслуживал многие крупные, в том числе и международные, соревнования. Работал арбитром он и на Олимпиаде-80 в Москве.
При его непосредственном участии в краевом центре появились и были усовершенствованы многие спортивные арены.

## Семья
Жена — Зинаида Тимофеевна Криунова, чемпионка РСФСР и Советского Союза в барьерном беге, выигрывала Спартакиаду народов России.
Дочь — Виктория Борисовна, завоевывала золотые медали на чемпионатах РСФСР и СССР в барьерном беге. Сегодня работает преподавателем в Ставропольской государственной медицинской академии на кафедре физвоспитания.
Внук — Борис (мальчика нарекли в честь деда), занимался футболом, но в последнее время всерьёз решил стать волейболистом.
Брат — Виктор Алексеевич Криунов. Он отмечен благодарностью Президента Российской Федерации, Почетной грамотой правительства страны, является отличником физической культуры и спорта РФ, награждён почетными знаками «За заслуги в развитии физической культуры и спорта в России» и «Спортивная слава Ставрополья», ему присвоено звание почётного гражданина Будённовска, имеет награды от руководства министерства физической культуры, спорта и туризма РФ, Олимпийского комитета России, Ставропольского края и краевого центра.

## Награды и звания
- Мастер спорта международного класса
- Заслуженный тренер РСФСР
- Судья всесоюзной категории
- Почётный гражданин города Кисловодска (1994)